# Shine a Light (brano musicale The Rolling Stones)
Shine a Light è un brano musicale del gruppo rock britannico The Rolling Stones, presente nel loro album del 1972 Exile on Main St.

## Il brano
Sebbene accreditata come da consuetudine alla coppia di autori Mick Jagger e Keith Richards, Shine a Light venne composta principalmente dal solo Jagger. Egli iniziò la stesura del brano nel 1968 quando Brian Jones era ancora un membro del gruppo. La canzone originariamente si intitolava Get a Line on You e trattava della tossicodipendenza di Jones e del suo progressivo allontanamento dal resto della band.
Il brano ha dato il nome a un documentario sugli Stones diretto da Martin Scorsese nel 2008, e al conseguente album della colonna sonora tratto da esso.

### Registrazione
Una primitiva versione della traccia, ancora intitolata Get a Line on You, venne incisa da Leon Russell agli Olympic Studios nell'ottobre 1969 con l'assistenza di Jagger (alla voce solista), Charlie Watts (batteria), Leon Russell (piano), e probabilmente anche Bill Wyman (basso) e Mick Taylor (chitarra). La registrazione ebbe luogo durante le sedute per l'album Leon Russell (pubblicato nel 1970),dove sia Watts che Wyman contribuirono suonando in alcuni brani. Tuttavia, la canzone Get a Line on You non venne inclusa nella versione finale del disco, e l'incisione venne pubblicata solo nel 1993, quando venne inserita come bonus track nella ristampa 24K gold della DCC Compact Classics (DCC Compact Classics GZS 1049).
Dopo la morte di Jones nel 1969, Get a Line on You venne ripresa da Jagger che la volle registrare nuovamente nel luglio 1970. La versione definitiva che poi apparve in Exile On Main St. con il titolo modificato in Shine a Light e un testo parzialmente riscritto, fu la quarta, incisa agli Olympic Sound Studios di Londra nel dicembre 1971.
La versione finale vede Jagger alla voce solista, il produttore Jimmy Miller alla batteria al posto di Watts, Taylor alla chitarra elettrica e presumibilmente anche al basso invece di Wyman (entrambi rivendicano di aver suonato nella traccia ma i crediti originali del disco indicano Taylor). Inoltre nel brano sono presenti le coriste Clydie King, Joe Green, Venetta Field, e Jesse Kirkland. Billy Preston suonò sia il piano che l'organo nella traccia ed ebbe una significativa influenza su Jagger durante il missaggio dell'album avvenuto a Los Angeles nei Sunset Sound Studios. Jagger affermò a posteriori che le visite fatte all'epoca presso la locale chiesa frequentata da Preston, gli ispirarono le influenze gospel presenti nella canzone. Richards non partecipò a queste sessioni.

### Esecuzioni dal vivo
Shine a Light iniziò ad essere eseguita dal vivo dagli Stones durante il Voodoo Lounge Tour del 1995. Una registrazione acustica dal vivo venne inclusa nell'album live Stripped. I Rolling Stones continuarono ad eseguire la canzone anche nel corso dei successivi Bridges to Babylon Tour e A Bigger Bang Tour.

## Cover
- Allison Crowe pubblicò una reinterpretazione della canzone sul suo album del 2004 Tidings.
- Il brano è stato reinterpretato numerose volte in concerto dai Phish, la prima volta il 31 ottobre 2009 quando la band eseguì Exile on Main St. per intero.
- Elton John eseguì la canzone dal vivo in occasione della manifestazione "Peace One Day" il 21 settembre 2012.
- Shine a Light è stata inclusa nella terza puntata della sesta stagione della serie Californication (episodio "Dead Rockstars") nella versione di Tim Minchin (alias Atticus Fetch nella serie).